# 價格分歧
差別取價（英語：price discrimination），亦稱差別定價、差別取價、價格歧視，是獨占者对同一种物品向某些消费者收取的价格高于另一些消费者，或者对少量购买的消费者收取的价格高于大量购买的消费者。通常以顧客對象、地區等特性作為區分。但并不是所有的价格差别都是差別取價。

## 價格分歧的定義
生產者將相同生產成本的相同產品，以不同價格售予不同買家。

## 实行價格分歧的条件
1. 市场是獨占性的，卖者是一个獨占者，可以控制价格；
2. 卖者能够了解不同层次的买者购买商品的愿望和能力（即知道他们各自的需求弹性）。有些消費者願意支付較高價格，且賣方可訂出他們願意支付的較高價格[1]；
3. 賣方可防止消費者將產品或服務大量轉賣套利[1]。
4. 不同市场之间必须是相互分离的。據張五常[來源請求]說法，只要市場的顧客有不同高低的信息費用，利用資訊不對稱沒有市場分離也可以有價格歧視，信息費用高者會願意付較高價，反之亦然。兩個說法是互相獨立存在的
5. 以下列分類的三級歧視來看，似乎並不需要獨占也可以實行某程度的價格歧視。(網友見解)[谁？]

## 三个等级

### 第一级價格分歧
又稱為「完全差別取價」，在生產者可以完全獲知消費者的需求條件下，生產者依照消費者每一單位願付最高之保留價格來銷售，以剝削全部消費者剩餘的訂價方式。
- 消费者剩余全部转化为實際收入。
- 第一级價格分歧也叫完全價格分歧，是指厂商对每一单位产品都按消费者愿意支付的最高价格出售。其均衡条件是P=MUV=MC。
- 此时的均衡价格和均衡数量完全等同于完全竞争市场上的情况。第一级價格分歧下的资源配置是有效率（MUV=MC）的，尽管此时獨占厂商剥夺了全部的消费者剩余。
- 舉例：律師收費、房屋買賣。

### 第二级價格分歧
又稱為「區間定價」，生產者依照消費者不同的購買數量區間，訂定不同的價格出售，以剝削部分消費者剩餘的訂價方式，例如計程車里程。分「區間定價法」及「數量訂價法」，區間定價法舉例如：用水1~10度價錢和用水10~20度價錢算法不同；數量訂價法舉例如：水果1斤20元，5斤90元。
- 按购买量划分市场。
- 第二级價格分歧只要求对不同的消费数量段规定不同的价格。实行第二级價格分歧的垄断厂商收入会增加（相比單一定價），部分消费者剩余被獨占者占有。獨占者有可能达到P=MUV=MC的有效率的资源配置的产量。
- 舉例：計程車里程、水電度數。

### 第三级價格分歧
此取價方法又名「市場分隔」，原因為生產者必須能夠有效區隔不同市場之消費者的前提下才可實施。傳統看法下，此定價方式之成因為消費者擁有不同的需求的價格彈性，最常見的例子如電影票分為學生票與成人票，且不同票之間不能轉售，否則將產生套利行為。此外，張五常認為不同的信息費用亦可導致第三級差別取價的出現。例如信息費用高昂的買家會願意多付價格，反之亦然。但他卻認為兩個成因之間並無有系統之聯繫；如信息費用高昂的消費者，其價格彈性亦不一定較低。
- 按消费者类别划分市场。
- 獨占厂商对同一种产品在不同的市场上（或对不同的消费群）收取不同的价格，这就是第三级價格分歧。厂商应根据MR1=MR2=MC的原则来确定产量。因为就不同的市场而言，厂商应该使各个市场的边际收益相等，而且厂商应该使生产的边际成本MC等于各市场相等的边际收益。第三级價格分歧要求在价格需求弹性较小的市场上制定较高的产品价格，而在需求价格弹性较大的市场上制定较低的产品价格。
- 舉例：公車分成成人票、兒童票。